# Alaşehir
Alaşehir este un oraș din Turcia.
Alaşehir (Turcă pronunția cuvântului: [alaʃehiɾ]), în Antichitate și Evul Mediu cunoscute sub numele de Filadelfia (greacă: Φιλαδέλφεια), adică "orașul de dragoste frățească" este un oraș și cartier din Provincia Manisa din regiunea Mării Egee din Turcia. Acesta este situat în Valea Kuzuçay (Cogamus în antichitate), la poalele Muntelui Bozdağ (Muntele Tmolus în antichitate).
Acesta este situat pe un teren elevat cu o câmpie vastă și fertilă irigată de Râul Gediz, (Hermus în antichitate). Orașul are mai multe moschei și biserici creștine. Există industrii mici și un comerț echitabil. De la unul din izvoarele minerale vine o apă puternic mineralizată populară în  Turcia.